# Robert Lucas de Pearsall

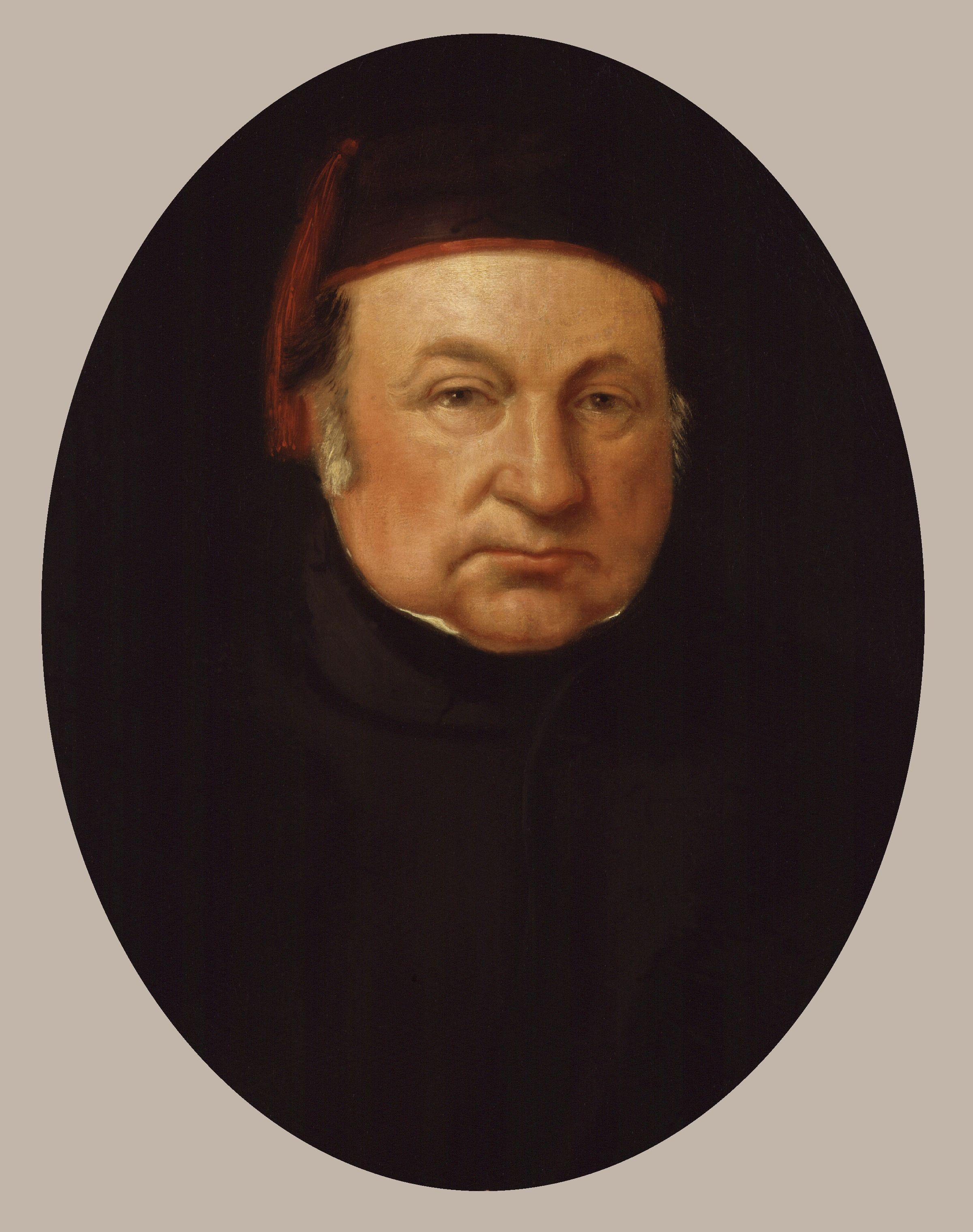
Retrato de Robert Lucas Pearsall por Philippa Swinnerton Hughes

Robert Lucas de Pearsall (14 de marzo de 1795 - 5 de agosto de 1856) fue un compositor inglés principalmente de música vocal, que incluye un escenario elaborado de "In dulci jubilo" que se escucha a menudo en la actualidad. Pasó los últimos 31 años de su vida en el extranjero, primero en Alemania y luego en un castillo que compró en Suiza.

## Biografía
Pearsall nació en Clifton, Bristol, el 14 de marzo de 1795 en el seno de una rica familia cuáquera. Su padre, Richard Pearsall (fallecido en 1813), era oficial del ejército y músico aficionado. Pearsall recibió una educación privada.[2]
En 1816, la madre de Pearsall, Elizabeth (née Lucas), compró la casa de la familia Pearsall en Willsbridge, Gloucestershire (ahora parte de Bristol), de su cuñado, Thomas Pearsall. Thomas se había arruinado por la falla del molino de hierro que había sido el negocio de la familia desde 1712. Después de la muerte de su madre en 1837, Pearsall vendió Willsbridge House nuevamente, pero aunque nunca volvería a vivir allí, regularmente eligió ser conocido. en publicaciones como 'Pearsall of Willsbridge'. En cuanto a Willsbridge Mill, más tarde se convirtió en un molino de harina y sigue en pie hasta el día de hoy.[3]
Pearsall se casó con Harriet Eliza Hobday en 1817. Era hija de un retratista de éxito moderado, William Armfield Hobday (1771–1831).[2][4]
La pareja tuvo cuatro hijos, dos niños (aunque el primero murió en la infancia) y dos niñas, todos nacidos en Bristol. En sus primeros años de matrimonio, Pearsall ejerció como abogado en Bristol, pero en 1825 llevó a su familia a vivir al extranjero: primero a Maguncia, luego a Karlsruhe (1830-1842). En 1842, evidentemente después de un largo período de tensión en su relación, marido y mujer se separaron. Pearsall usó el dinero de la venta de la casa en Willsbridge para comprar el castillo de Wartensee, una fortaleza medieval en ruinas cerca de Rorschach en Suiza. Después de comprar el castillo, pasó varios años restaurando el torreón y construyendo una serie de apartamentos adyacentes. Permaneció allí hasta su muerte el 5 de agosto de 1856 y fue enterrado en la bóveda de la capilla del castillo. Cuando la capilla fue desconsagrada en 1957, sus restos fueron retirados y vueltos a enterrar en la iglesia católica cercana en Wilen-Wartegg.